# 55e cérémonie des British Academy Film Awards
Pour la cérémonie des BAFTAs récompensant la télévision, voir la 49e cérémonie des British Academy Television Awards.
La 55e cérémonie des British Academy Film Awards, organisée par la British Academy of Film and Television Arts, s'est déroulée le 24 février 2002 et a récompensé les films sortis en 2001.

## Palmarès

### Meilleur film
- Le Seigneur des anneaux : La Communauté de l'anneau (The Lord of the Rings: The Fellowship of the Ring)
  - Le Fabuleux Destin d'Amélie Poulain
  - Shrek
  - Un homme d'exception (A Beautiful Mind)
  - Moulin Rouge

### Meilleur film britannique
Alexander Korda Award.
- Gosford Park
  - Me Without You
  - Iris
  - Le Journal de Bridget Jones (Bridget Jones’s Diary)
  - Harry Potter à l'école des sorciers (Harry Potter and the Philosopher's Stone)

### Meilleur réalisateur
David Lean Award.
- Peter Jackson pour Le Seigneur des anneaux : La Communauté de l'anneau (The Lord of the Rings: The Fellowship of the Ring)
  - Ron Howard pour  Un homme d'exception (A Beautiful Mind)
  - Robert Altman pour Gosford Park
  - Baz Luhrmann pour Moulin Rouge
  - Jean-Pierre Jeunet pour Le Fabuleux Destin d'Amélie Poulain

### Meilleur acteur
- Russell Crowe pour le rôle de John Forbes Nash dans Un homme d'exception (A Beautiful Mind)
  - Jim Broadbent pour le rôle de John Bayley dans Iris
  - Kevin Spacey pour le rôle de Quoyle dans Terre Neuve (The Shipping News)
  - Tom Wilkinson pour le rôle de Matt Fowler dans In the Bedroom
  - Ian McKellen pour le rôle de Gandalf dans Le Seigneur des anneaux : La Communauté de l'anneau (The Lord of the Rings: The Fellowship of the Ring)

### Meilleure actrice
- Judi Dench pour le rôle d'Iris Murdoch dans Iris
  - Sissy Spacek pour le rôle de Ruth Fowler dans In the Bedroom
  - Renée Zellweger pour le rôle de Bridget Jones dans Le Journal de Bridget Jones (Bridget Jones’s Diary)
  - Nicole Kidman pour le rôle de Grace Stewart dans Les Autres (The Others)
  - Audrey Tautou pour le rôle d'Amélie Poulain dans Le Fabuleux Destin d'Amélie Poulain

### Meilleur acteur dans un second rôle
- Jim Broadbent pour le rôle d'Harold Zidler dans Moulin Rouge
  - Eddie Murphy pour le rôle de l'Âne dans Shrek
  - Hugh Bonneville pour le rôle de John Bayley (jeune) dans Iris
  - Robbie Coltrane pour le rôle de Rubeus Hagrid dans Harry Potter à l'école des sorciers (Harry Potter and the Philosopher's Stone)
  - Colin Firth pour le rôle de Mark Darcy dans Le Journal de Bridget Jones (Bridget Jones’s Diary)

### Meilleure actrice dans un second rôle
- Jennifer Connelly pour le rôle d'Alicia Nash dans Un homme d'exception (A Beautiful Mind)
  - Kate Winslet pour le rôle d'Iris Murdoch (jeune) dans Iris
  - Judi Dench pour le rôle d'Agnis Hamm dans Terre Neuve (The Shipping News)
  - Maggie Smith pour le rôle de Constance, comtesse de Trentham dans Gosford Park
  - Helen Mirren pour le rôle de Mme Wilson dans Gosford Park

### Meilleur scénario original
- Le Fabuleux Destin d'Amélie Poulain – Guillaume Laurant et Jean-Pierre Jeunet
  - Les Autres (The Others) – Alejandro Amenábar
  - La Famille Tenenbaum (The Royal Tenenbaum) – Wes Anderson et Owen Wilson
  - Moulin Rouge – Baz Luhrmann et Craig Pearce
  - Gosford Park – Julian Fellowes

### Meilleur scénario adapté
- Shrek – Ted Elliott, Terry Rossio, Joe Stillman et Roger S.H. Schulman
  - Le Seigneur des anneaux : La Communauté de l'anneau (The Lord of the Rings: The Fellowship of the Ring) – Fran Walsh, Philippa Boyens et Peter Jackson
  - Un homme d'exception (A Beautiful Mind) – Akiva Goldsman
  - Iris – Richard Eyre et Charles Wood
  - Le Journal de Bridget Jones (Bridget Jones’s Diary) – Helen Fielding, Andrew Davies et Richard Curtis

### Meilleure direction artistique
- Le Fabuleux Destin d'Amélie Poulain – Aline Bonetto
  - Gosford Park – Stephen Altman
  - Moulin Rouge – Catherine Martin
  - Harry Potter à l'école des sorciers (Harry Potter and the Philosopher's Stone) – Stuart Craig
  - Le Seigneur des anneaux : La Communauté de l'anneau (The Lord of the Rings: The Fellowship of the Ring) – Grant Major

### Meilleurs costumes
- Gosford Park
  - Harry Potter à l'école des sorciers (Harry Potter and the Philosopher's Stone)
  - Moulin Rouge (Moulin Rouge!)
  - La Planète des singes (Planet of the Apes) – Colleen Atwood
  - Le Seigneur des anneaux : La Communauté de l'anneau (The Lord of the Rings: The Fellowship of the Ring)

### Meilleurs maquillages et coiffures
- Le Seigneur des anneaux : La Communauté de l'anneau (The Lord of the Rings: The Fellowship of the Ring)
  - Gosford Park
  - Harry Potter à l'école des sorciers (Harry Potter and the Philosopher's Stone)
  - Moulin Rouge (Moulin Rouge!)
  - La Planète des singes (Planet of the Apes) – Rick Baker, Toni G et Kazu Hiro

### Meilleure photographie
- The Barber (The Man Who Wasn’t There) – Roger Deakins
  - La Chute du faucon noir (Black Hawk Down) – Slawomir Idziak
  - Moulin Rouge – Donald McAlpine
  - Le Fabuleux Destin d'Amélie Poulain – Bruno Delbonnel
  - Le Seigneur des anneaux : La Communauté de l'anneau (The Lord of the Rings: The Fellowship of the Ring) – Andrew Lesnie

### Meilleur montage
- Mulholland Drive – Mary Sweeney
  - Le Seigneur des anneaux : La Communauté de l'anneau (The Lord of the Rings: The Fellowship of the Ring) – John Gilbert
  - Moulin Rouge – Jill Bilcock
  - La Chute du faucon noir (Black Hawk Down) – Pietro Scalia
  - Le Fabuleux Destin d'Amélie Poulain – Hervé Schneid

### Meilleurs effets visuels
- Le Seigneur des anneaux : La Communauté de l'anneau (The Lord of the Rings: The Fellowship of the Ring)
  - A.I. Intelligence artificielle (Artificial Intelligence: A.I.)
  - Harry Potter à l'école des sorciers (Harry Potter and the Philosopher's Stone)
  - Moulin Rouge
  - Shrek

### Meilleur son
- Moulin Rouge
  - Harry Potter à l'école des sorciers (Harry Potter and the Philosopher's Stone)
  - La Chute du faucon noir (Black Hawk Down)
  - Shrek
  - Le Seigneur des anneaux : La Communauté de l'anneau (The Lord of the Rings: The Fellowship of the Ring)

### Meilleure musique de  film
Anthony Asquith Award.
- Moulin Rouge – Craig Armstrong et Marius Devries
  - Le Fabuleux Destin d'Amélie Poulain – Yann Tiersen
  - Mulholland Drive – Angelo Badalamenti
  - Shrek – Harry Gregson-Williams & John Powell
  - Le Seigneur des anneaux : La Communauté de l'anneau (The Lord of the Rings: The Fellowship of the Ring) – Howard Shore

### Meilleur film en langue étrangère
- Amours chiennes (Amores perros) •  Mexique  (en espagnol) 
  - Behind the Sun (Abril Despedaçado) •  Brésil  (en portugais) 
  - Le Fabuleux Destin d'Amélie Poulain •  France  (en français) 
  - Le Mariage des moussons (Monsoon Wedding) •  Inde  (en hindi et anglais) 
  - La Pianiste (Die Klavierspielerin) •  France /  Autriche  (en français)

### Meilleur court-métrage
- About A Girl – Brian Percival
  - The Red Peppers – Dominic Santana
  - Tattoo – Jules Williamson
  - Inferno – Paul Kousoulides
  - Skin Deep – Yousaf Ali Khan

### Meilleur court-métrage  d'animation
- Dog – Suzie Templeton
  - Camouflage – Jonathan Hodgson
  - Home Road Movies – Robert Bradbrook
  - The World Of Interiors – Bunny Schendler
  - Tuesday – Geoff Dunbar

### Meilleur nouveau scénariste, réalisateur ou producteur britannique
Carl Foreman Award.
- Joel Hopkins et Nicola Usborne (réalisateurs, scénaristes et producteurs) – Jump Tomorrow
  - Ruth Kenley-Letts (productrice) – Strictly Sinatra
  - Jack Lothian (scénariste) – Late Night Shopping
  - Steve Coogan et Henry Normal (scénaristes) – The Parole Officer
  - Julian Fellowes (scénariste) – Gosford Park
  - Richard Parry (réalisateur et coscénariste) – South West 9

### Meilleure contribution au cinéma britannique
Michael Balcon Award.
- Vic Armstrong

### Audience Award
Ou Orange Film of the Year. Résulte d'un vote du public.
- Le Seigneur des anneaux : La Communauté de l'anneau  (The Lord of the Rings: The Fellowship of the Ring)

### Fellowship Award
Prix d'honneur de la BAFTA, récompense la réussite dans les différentes formes du cinéma.
- Warren Beatty
- Merchant Ivory Productions
- Andrew Davies
- John Mills

## Récompenses et nominations multiples

### Nominations multiples

#### Films
12 : Le Seigneur des anneaux : La Communauté de l'anneau, Moulin Rouge
 9 : Le Fabuleux Destin d'Amélie Poulain, Gosford Park
 7 : Harry Potter à l'école des sorciers
 6 : Shrek, Iris
 5 : Un homme d'exception
 4 : Le Journal de Bridget Jones
 3 : La Chute du faucon noir
 2 : La Planète des singes, Les Autres, Mulholland Drive, In the Bedroom, Terre Neuve

#### Personnalités
2  : Judi Dench, Jim Broadbent, Peter Jackson, Baz Luhrmann, Jean-Pierre Jeunet

### Récompenses multiples
Légende : Nombre de récompenses/Nombre de nominations

#### Films
4 / 12 : Le Seigneur des anneaux : La Communauté de l'anneau
 3 / 12  : Moulin Rouge
 2 / 5  : Un homme d'exception
 2 / 9  : Le Fabuleux Destin d'Amélie Poulain, Gosford Park

### Les grands perdants
0 / 7  : Harry Potter à l'école des sorciers
 0 / 4  : Le Journal de Bridget Jones